# Переулок Полковника Валькевича
Переу́лок Полко́вника Вальке́вича — улица в Калининском районе города Чебоксары Чувашской Республики. Располагается между улицей Николаева и проспектом Мира.

## Происхождение названия
Названа 8 мая 2001 года, в честь полковника Валькевича Петра Ивановича, командира войсковой части 3997 Приволжского военного округа внутренних войск МВД РФ, погибшего при исполнении служебных обязанностей в Чеченской Республике в сентябре 2000 года.

## Здания и сооружения
- № 1 — Управление почтовой связи города Чебоксары
- № 3 — Управление вневедомственной охраны Росгвардии по Чувашской республике[5]
- № 5/40 — Профессиональное техническое училище № 8

## Транспорт
По смежным улицам организовано автобусное и троллейбусное движение.

## Смежные улицы
- Проспект Мира
- Улица Николаева